# Broken River Cave
Die Broken River Cave ist eine 594 m lange Höhle in der Region Canterbury in Neuseeland. Sie befindet sich an der Arthur’s Pass Road von Christchurch an die Westküste jeweils 40 km von Arthur’s Pass und 100 km Christchurch entfernt. Die Höhle ist zentraler Bestandteil des 16,22 Hektar großen Landschaftsschutzgebietes Cave Stream Scenic Reserve.  Sie ist vom nebengelegenen State Highway 73 aus erreichbar.
Der Bach „Cave Stream“ durchbricht hier einen Hügel. Die Höhle ist im Sommer bei warmem Wasser und niedrigem Wasserstand begehbar, im Frühjahr und bei starken Niederschlägen jedoch gefährlich. Mindestens ein Todesfall durch Ertrinken und einer durch Unterkühlung sind belegt. Ein 3 Meter hoher Wasserfall am Ende der Höhle, der Cave Stream Waterfall, ist mit Ketten als Aufstiegshilfe versehen. Der Durchgang dauert etwa eine Stunde.
In den Karstformationen um die Höhle wurden Szenen zu Die Chroniken von Narnia: Der König von Narnia gedreht.